# プンタ・ノルデン
プンタ・ノルデン（伊: Punta Nordend）は、イタリア・スイス国境のモンテ・ローザ山群北端にある峰。1861年8月26日、イギリス登山家の F.T. Buxton、Edward N. Buxton、J.J.Cowell、Michel Payotによって初登頂された。

## 山小屋
- イタリアから
  - カパンナ・レジナ・マルゲリータの山小屋 it:Capanna Regina Margherita (4,554m)
- スイスから
  - モンテ・ローザの山小屋 it:Monte Rosa Hütte (2,883m)